# Dmitry Obruchev
Dmitry Vladimirovich Obruchev (Luga, 13 de julho de 1900 — Moscovo, 21 de dezembro de 1970) foi um paleontologista e ictiologista soviético de etnia russa. Doutor em Ciências Biológicas (1943), distinguiu-se no estudo dos vertebrados do Devoniano, especialmente dos peixes.

## Biografia
Nasceu na cidade de Luga, no actual Oblast de Leningrado, filho do geólogo Vladimir Afanasyevich Obruchev e de Elizabeth Isaakovna Lurie..
Após se graduar na Universidade Estadual de Moscovo em 1924, Obruchev trabalhou no Comité Geológico e, em seguida, no Instituto Paleontológico da Academia de Ciências da URSS. Em 1957 foi nomeado chefe de um laboratório no Instituto. 
A suas principais obras foram dedicadas à evolução dos vertebrados mais antigos. Grande parte do seu trabalho, especialmente o estudo do registo fóssil dos peixes do Devoniano, serviu de base para a classificação detalhada e correlação dos depósitos do Devoniano.
Obruchev foi membro honorário da Academia de Ciências de Nova York (1937) e da Sociedade Lineana de Londres (1969). Foi glardoado com a Ordem da Bandeira Vermelha do Trabalho e várias medalhas soviéticas.

## Publicações
Entre muitas outras, é autor das seguintes publicações:
- Izuchenie edestid i raboty A. P. Karpinskogo. In Trudy Paleontologicheskogo instituta, vol. 45. Moscow, 1953.
- Psammosteidy (Agnatha, Psammosteidae) devona SSSR. Tallinn, 1965. (com E. Iu. Mark-Kurik.)
- “Nekotorye kriterii filogeneticheskikh issledovanii na primere nizshikh pozvonochnykh.” Paleontologicheskii zhurnal, 1972, n.º 3, pp. 56–71.

## Nota
1. 1 2  Farlex - The Free Dictionary: Obruchev, Dmitrii Vladimirovich.
2. ↑  Dmitry Vladimirovich Obruchev.